# Saison 2 de Power Book II: Ghost
Chronologie
Saison 1 Saison 3
Cet article présente les épisodes de la deuxième saison de la série télévisée américaine Power Book II: Ghost.

## Généralités
- Aux États-Unis, cette saison a été diffusée du 21 novembre 2021 au 6 février 2022 sur Starz.

## Synopsis
Tariq fuit toujours un héritage qui le hante. Contraint de tuer son professeur Jabari Reynolds, Tariq s’éloigne de ce qu’il a toujours voulu protéger : sa famille. Avec Tasha sous protection des témoins, Tariq sait qu’il doit tout sacrifier pour sauver ce qu’il reste de sa famille. Incapable de le faire seul, il se tourne vers ceux qui détiennent du pouvoir et de l’influence : Davis MacLean et son nouveau partenaire, Cooper Saxe ainsi que Rashad Tate. Toutes ces options ont un prix, et les Tejada sont de retour dans les affaires. Toutefois, avec deux meurtres impliquant Stansfield, Monet Tejada se demande si Tariq est le choix le plus judicieux pour sa famille alors qu’elle cherche à protéger par tous les moyens le possible futur de son neveu au sein de la NBA. Ses enfants, Dru et Diana, remettent en question ses actions alors qu’elle est de plus en plus distraite, surtout lorsque Monet va jusqu’à faire à nouveau confiance à Cane malgré ses actions contre la famille. Ainsi, Monet va se retrouver dans le lit de Mecca, un homme qui souhaite lui montrer un tout nouveau monde, quitte à détruire l’ancien. Monet doit alors s’appuyer sur Tariq, qui doit décider de qu’il veut vraiment et de ce qu’il est prêt à sacrifier pour l’obtenir.

## Distribution

### Acteurs principaux
- Michael Rainey Jr. (VFB : Thibaut Delmotte) : Tariq St. Patrick
- Shane Johnson (en) (VFB : Nicolas Matthys) : Cooper Saxe
- Gianni Paolo : Brayden Weston
- Mary J. Blige : Monet Stewart Tejada
- Woody McClain : Lorenzo « Cane » Tejada Jr.
- Method Man : Davis MacLean
- Lovell Adams-Gray : Dru Tejada
- LaToya Tonodeo : Diana Tejada
- Paige Hurd : Lauren Baldwin
- Melanie Liburd : Caridad « Carrie » Milgram
- Daniel Bellomy : Ezekiel « Zeke » Cross
- Daniel Sunjata : Dante « Mecca » Spears
- Larenz Tate (VFB : Gauthier de Fauconval) : Rashad Tate
- Alix Lapri : Effie Morales
- Paton Ashbrook : Jenny Sullivan
- Berto Colón : Lorenzo Tejada

### Acteurs récurrents
- Debbi Morgan : Estelle Green
- Paris Morgan : Yasmine St. Patrick
- Victor Garber : Simon Stern
- Marcus Anderson Jr. : Lil Guap
- Bradley Gibson : Everett Neal
- Cory Jeacoma : Trace Weston
- Keisha LightSkin : BruShandria Carmichael
- Mark Feuerstein : Steven Ott
- Brittani Nicole Tucker : Chelle
- Jeff Hephner : Kevin Whitman
- Lahmard Tate : Kamaal Tate
- Jimmie Saito : Eric Kamura
- Redman : Theodore « Theo » Rollins

Invités
- 50 Cent (VFB : Erwin Grünspan) : Kanan Stark
- Abubakr Ali : Sebastian « Bash » Kumal-Stern
- Geoffroy Owens : Daniel Warren
- Luna Lauren Vélez : Evelyn Castillo
- Sherri Saum : Paula Matarazzo
- Quincy Tyler Bernstine (VFB : Laurence César) : Tameika Washington
- Justin Marcel McManus : Jabari Reynolds
- Marcus Callender : Raymond « Ray-Ray » Walker
- Donshea Hopkins (VFB : Laetitia Liénart) : Raina St. Patrick
- La La Anthony (VFB : Sophie Frison) : LaKeisha Grant
- Jerry Ferrara (VFB : Maxime Donnay) : Joe Proctor
- Naturi Naughton (VFB : Cécile Florin) : Tasha St. Patrick
- Monique Gabriela Curnen : Blanca Rodriguez

## Liste des épisodes

### Épisode 1:Le libre arbitre n'est jamais libre
- États-Unis : 21 novembre 2021 sur Starz

### Épisode 2:Par pur altruisme?
- États-Unis : 28 novembre 2021 sur Starz

- 50 Cent : Kanan Stark

- On apprend qu’Estelle Green (Debbi Morgan) a 62 ans et que Monet Tejada (Mary J. Blige) et Lorenzo Tejada (Berto Colón) sont mariés depuis 22 ans.
- Monet voit une corvette rouge jouer la chanson "Can You Stand The Rain" du groupe New Edition. Woody McClain (Cane Tejada) a joué le rôle de Bobby Brown dans le biopic The New Edition Story.

### Épisode 3:Pour le bien de tous
- États-Unis : 5 décembre 2021 sur Starz

- Abubakr Ali : Sebastian « Bash » Kamal-Stern

### Épisode 4:Il faut cet argent!
- États-Unis : 12 décembre 2021 sur Starz

- Geoffroy Owens : Daniel Warren

- Avec 423 000 téléspectateurs, cet épisode est l'épisode avec le moins d'audiences de cette saison.

### Épisode 5:On récolte ce que l'on sème
- États-Unis : 19 décembre 2021 sur Starz

- Geoffroy Owens : Daniel Warren

### Épisode 6:C'est quoi, libre?
- États-Unis : 9 janvier 2022 sur Starz

- 50 Cent : Kanan Stark

### Épisode 7:On m'a forcé la main
- États-Unis : 16 janvier 2022 sur Starz

- Luna Lauren Vélez : Evelyn Castillo
- Sherri Saum : Paula Matarazzo
- Quincy Tyler Bernstine : Tameika Washington

### Épisode 8:Liés à la drogue
- États-Unis : 23 janvier 2022 sur Starz

### Épisode 9:Un combat à la loyale?
- États-Unis : 30 janvier 2022 sur Starz

- Donshea Hopkins : Raina St. Patrick
- Justin Marcel McManus : Jabari Reynolds
- 50 Cent : Kanan Stark
- La La Anthony : LaKeisha Grant
- Marcus Callender : Raymond « Ray-Ray » Walker
- Jerry Ferrara : Joe Proctor
- Melanie Liburd : Caridad « Carrie » Milgram

- Cet épisode est celui avec le plus d'acteurs/personnages invités de la saison, ces invités font suite à un cauchemar de Tariq St. Patrick (Michael Rainey Jr.) au tout début de l'épisode.

### Épisode 10:Amour et guerre
- États-Unis : 6 février 2022 sur Starz

- Naturi Naughton : Tasha St. Patrick
- Quincy Tyler Bernstine : Tameika Washington
- Monique Gabriela Curnen : Blanca Rodriguez

- Avec plus de 800 000 téléspectateurs, cet épisode détient l'audience la plus élevée de la saison.

## Production
- Le 22 septembre 2020, Starz annonce que la série est renouvelée pour une deuxième saison.
- Le 24 février 2021, l'acteur Daniel Sunjata est annoncé au casting de la saison 2 en tant que personnage principal.
- Le 27 avril 2021, l'auteur-compositeur Redman est annoncé au casting de la saison 2 en tant qu'invité dans le rôle de Theo Rollins, grand frère de l'avocat Davis MacLean (Method Man).
- Le 21 juin 2021, il est annoncé que les acteurs Paton Ashbrook, Berto Colón et Alix Lapri, invités et récurrents dans la saison 1, passeront au statut de personnages principaux dans la saison 2. De plus, il est annoncé que l'acteur Lahmard Tate reprendra le rôle récurrent de Kamaal Tate laissé dans la sixième saison de Power.
- La saison a été tournée du 12 février au 25 août 2021.